# 滇南尖叶木
滇南尖叶木（学名：Urophyllum tsaianum）为茜草科尖叶木属下的一个种。